# Alex Ferris
Alex Ferris (* 23. April 1997 in Vancouver, British Columbia als Alexander Ferris) ist ein kanadischer Schauspieler und Synchronsprecher.

## Leben
Seine ersten Erfahrungen als Schauspieler machte Ferris im Alter von sieben Jahren in einer kleinen Gastrolle im Film Die fünf Menschen, die dir im Himmel begegnen und in der fünfzehnten Episode der achten Staffel von Stargate – Kommando SG-1. Es folgten mehrere kleinere Auftritte in der Miniserie Terminal City und in The L Word – Wenn Frauen Frauen lieben. 2006 wurde er für die Rolle des jungen Sam Winchester, gespielt von Jared Padalecki, engagiert. Im selben Jahr spielte er in der Komödie Die Chaoscamper neben Robin Williams, Joanna Levesque und Cheryl Hines die Rolle des Sohnes Billy Gornicke. In Brett Ratners Comic-Actionfilm X-Men: Der letzte Widerstand und in Mikael Salomons Fantasyfilm Gefallene Engel spielte er jeweils kleine Nebenrollen. In der Horror-Fernsehserie Masters of Horror und im Thriller Memory – Wenn Gedanken töten kam er noch im selben Jahr ebenfalls zum Einsatz. 2007 spielte er in David Goyers Mystery-Thriller Unsichtbar – Zwischen zwei Welten die Rolle des Victor Newton, dem Bruder von Annie, gespielt von Margarita Levieva, welche einen Mord begangen hatte. Er wurde für diese Rolle bei den Young Artist Awards 2008 in der Kategorie Bester Nebendarsteller in einem Fantasyfilm nominiert. 2008 spielte Ferris unter anderem Rollen in der kurzlebigen kanadischen Serie jPod und im Kurzfilm The Light of Family Burnam. In demselben Jahr erhielt er die Sprechrolle des TD in der beliebten Kinder-Animationsserie Martha Speaks, welche er bis zum Jahre 2012 innehatte und wofür er 2009 bei den Young Artist Awards als Bester Synchronsprecher nominiert worden war. Im Jahr 2009 folgten zwei Gastauftritte in den Serien Smallville und Harper’s Island. Außerdem spielte er 2009 die Rolle des Waisenkindes John im zugehörigen Film von Battlestar Galactica The Plan.
Außerdem spielte Ferris 2009 die Rolle des Ben Marshall im Lifetime-Fernsehfilm Wake Up! – Lebe deinen Traum und in Die Frau des Zeitreisenden die Rolle des sechs Jahre alten Henrys. Für erstes konnte er 2010 den Young Artist Award als Bester Nebendarsteller in einer Fernsehserie, Miniserie oder Special gewinnen und für zweites erhielt er eine Nominierung in der Kategorie Bester Nebendarsteller in einem Spielfilm. Durch diesen Erfolg wurde er im nächsten Jahr für den Film Zahnfee auf Bewährung und als Stimme in Barbie und das Geheimnis von Oceana engagiert. Seine bisher größte Rolle spielte er in dem Jugendfilm Gregs Tagebuch – Von Idioten umzingelt!, welcher auf der Gregs-Tagebuch-Reihe von Jeff Kinney basiert. Hierfür konnte er übrigens mit der restlichen Besetzung des Filmes einen Young Artist Award in der Kategorie Bestes Schauspielensemble in einem Spielfilm gewinnen. 2011 hatte Ferris Auftritte in zwei Episoden der Syfy-Serie Eureka – Die geheime Stadt und 2012 neben Selma Blair im Thriller In Their Skin – Sie wollen dein Leben.

## Filmografie (Auswahl)
- 2004: Die fünf Menschen, die dir im Himmel begegnen (The Five People You Meet in Heaven)
- 2005: Stargate – Kommando SG-1 (Stargate SG-1, Fernsehserie, Episode 8x15)
- 2005: Terminal City (Fernsehserie, 5 Episoden)
- 2005–2007: The L Word – Wenn Frauen Frauen lieben (The L Word, Fernsehserie, 7 Episoden)
- 2006: Supernatural (Fernsehserie, Episode 1x18)
- 2006: Die Chaoscamper (RV)
- 2006: X-Men: Der letzte Widerstand (X-Men: The Last Stand)
- 2006: Gefallene Engel (Fallen)
- 2006: Masters of Horror (Fernsehserie, Episode 2x01)
- 2006: Memory – Wenn Gedanken töten (Memory)
- 2007: Unsichtbar – Zwischen zwei Welten (The Invisible)
- 2008: jPod (Fernsehserie, 2 Episoden)
- 2008: The Light of Family Burnam
- 2008–2014: Martha Speaks (Fernsehserie, 25 Episoden, Stimme)
- 2009: Smallville (Fernsehserie, Episode 8x18)
- 2009: Battlestar Galactica - The Plan
- 2009: Wake Up! – Lebe deinen Traum (Living Out Loud)
- 2009: Harper’s Island (Fernsehserie, Episode 1x13)
- 2009: Die Frau des Zeitreisenden (The Time Traveler’s Wife)
- 2010: Zahnfee auf Bewährung (Tooth Fairy)
- 2010: Barbie und das Geheimnis von Oceana (Barbie in a Mermaid Tale, Stimme)
- 2010: Gregs Tagebuch – Von Idioten umzingelt! (Diary of a Wimpy Kid)
- 2010–2011: Eureka – Die geheime Stadt (Eureka, Fernsehserie, 2 Episoden)
- 2011: Jagd auf den Highway-Killer (The Hunt for the I-5 Killer, Fernsehfilm)
- 2011: Sanctuary – Wächter der Kreaturen (Sanctuary, Fernsehserie, Episode 4x06)
- 2012: In Their Skin – Sie wollen dein Leben (In Their Skin)
- 2012: A Killer Among Us
- 2014: A Wife’s Nightmare

## Auszeichnungen und Nominierungen
| Jahr | Auszeichnung        | Für                                     | Kategorie                                                            | Resultat  |
| ---- | ------------------- | --------------------------------------- | -------------------------------------------------------------------- | --------- |
| 2008 | Young Artist Award  | Unsichtbar – Zwischen zwei Welten       | Bester Nebendarsteller in einem Fantasyfilm                          | Nominiert |
| 2009 | Young Artist Award  | Martha Speaks                           | Bester Synchronsprecher                                              | Nominiert |
| 2010 | Young Artist Award  | Wake Up! – Lebe deinen Traum            | Bester Nebendarsteller in einer Fernsehserie, Miniserie oder Special | Gewonnen  |
| 2010 | Young Artist Award  | Die Frau des Zeitreisenden              | Bester Nebendarsteller in einem Spielfilm                            | Nominiert |
| 2011 | Young Artist Award  | Gregs Tagebuch – Von Idioten umzingelt! | Bestes Schauspielensemble in einem Spielfilm                         | Gewonnen  |
| 2013 | Young Artist Awards | Replicas                                | Bester Nebendarsteller in einem Spielfilm                            | Nominiert |